# Carlo Petrini
Carlo Petrini conegut com a Carlin (Bra, 22 juny 1949) és un gastrònom, escriptor i activista italià, fundador de l'associació Slow Food.

## Biografia
Neix a una família on la mare és una llauradora catòlica i el pare un ferroviari comunista. El seu naixement va ser a casa d'un comare que era anomenada Madama Gola. A l'estiu freqüentava les colònies estiuenques de prop de Laigueglia en Liguria, terra que l'albergarà també més tard, al període de formació militar, a la qual complirà a la Caserma Aldo Turinetto d'Albenga prop del 89è Regiment d'imfanteria "Salerno".

Carlo Petrini realitza estudis en sociologia a la Universitat de Trento i participa activament en política. Va ser escollit regidor per la llista del Partit d'Unitat Proletària a Bra. S'ocupa de l'enogastronomia des de 1977 a les principals revistes i periòdics italians. Participa activament al naixement, amb Stefano Bonilli, de la revista Gambero Rosso, inicialment com una publicació inserida dins del diari comunista Manifesto. En aquest període, per mitjà del l'Associació Recreativa i Cultural Italiana (Arci), col·labora amb el Club Tenco. És el descobridor, en el 1980, del duet de música popular Gemelle Nete, format per dues bessones. Va fundar la "Libera e Benemerita Associazione degli Amici del Barolo", que es va convertir en el juliol 1986 en Arcigola, mantenint forts lligams amb la Gambero Rosso i amb la revista La Gola.
És el creador d'importants events ja de relleu internacional com Cheese, el Saló del Gust de Torí i la trobada Terra Madre, que va arribar en el 2010 a la seva quarta edició, que es va dur a terme a Torí contemporàniament al Saló del Gust. 
El 9 desembre 1989 a Bra es va fundar el Moviment Internacional Slow Food. 
Ha estat editor de l'edició de la Guia dels Vins del Món i de la Guia dels Vins d'Itàlia. Com a periodista ha col·laborat entre les altres amb les publicacions l'Unità i La Stampa; des de 2007 escriu al diari Repubblica.
Està a la primera línia en una batalla contra els OGM. Trobant-se sovint en desacord amb exponents del món científic, favorables a la producció d'aquests organismes genèticament modificats. El 23 maig 2007 ve nomenat entre els 45 membres del Comitè promotor nacional pel Partit Democràtic.
En el 2008 el diari anglès The Guardian el situa entre les 50 persones que podrien salvar el planeta i a l'agost del mateix any és nominat Ashoka fellow.
En el 2012 ve nomenat per Vittorio Sgarbi com a candidat a primer ministre del seu moviment polític i en el 2013 per Michele Santoro com a possible ministre per a un govern.

## Nutrir el planeta
Carlo Petrini és a Itàlia un dels convençuts sostenidors d'una agricultura sobretot "compatible", individualitzant en aquesta també un modalitat de més grans retorns a la terra i lluita així doncs contra els poders de la indústria agro-alimentària. En contraposició a aquest fet, hi ha qui, com el premi Nobel Norman Borlaug, el pare de la revolució verda, o l'agrònom Antonio Saltini, que preveuen en canvi, un futur en qui s'assistirà a una nova dramatització del problema de les carències, per l'escassetat alimentària a causa de l'exhauriment del potencial dels descobriments i dels mitjans tècnics, que han permès en cinc dècades triplicar les produccions de cereals de la terra.

## Reconeixements
- 2000 Va ser guardonat amb el trofeu Comunicador de l'Any (atorgat per la IWSC, International Wine and Spirit Competition)
- 2002 Rep el Premi Sicco Mansholt, anunciat per la fundació homònima holandesa, per l'activitat duta a terme per Slow Food al suport i defensa d'un nou model d'agricultura sostenible.
- 2004 Ve inclòs per Time Magazine entre els "herois del nostre temps" en la categoria "Innovador".
- 2010 Guanya el Premi Nacional de la Pau.[9]
- 2012 Nominat al Premi Camillo Cavour (atorgat per l'Associació Amics de la Fundació Camillo Cavour).
- 2013 Guanya el Premi Fionda di Legno per què s'ha fet promotor de batalles importants contra els organismes genèticament modificats, en defensa del territori i de la dignitat del treball.[10][11]
- 2013 Aconsegueix ser ciutadà honorífic de Laigueglia.[12]
- 2014 Se li atorga el doctorat honoris causa en economia.
- 2016 Ha estat nominat Ambaixador Especial de la FAO a Europa per la 'Fam zero'[13]

## Obres
- Buono, Pulito e Giusto. Principi di una nuova gastronomia, Einaudi.
- Slow Food Revolution, Rizzoli.
- Slow Food. Le ragioni del gusto, Laterza.
- Atlante de les vigne di Langa. Barolo e Barbaresco, Slow Food Editor.
- con Gigi Garanzini, In Francia con l'Italia, Baldini e Castoldi Dalai.
- con Marisa Radaelli e Carlo Leidi, La Morra nel cuore del Barolo. Storie e immagini di una delle capitali del vino, GRH.
- Terra madre. Come non farci mangiare dal cibo (amb DVD), Giunti editore, 2009 ISBN 978-88-09-74436-3